# الاتحاد السعودي للمبارزة
الاتحاد السعودي للمبارزة، هو الجهة الراعية لرياضة المبارزة في المملكة العربية السعودية، يرأسه أحمد بن محمد الصبان، وتشرف عليه وزارة الرياضة، تأسس في عام 1975، يقيم الاتحاد عدد من البطولات لجميع الفئات دعمًا لرياضة المبارزة في السعودية، ومنها، بطولة المملكة المفتوحة، بطولة المملكة للمبارزة، وبطولات السيف.